# Partit Comunista d'Espanya (internacional)
|  | Aquest article tracta sobre el partit fundat el 1975. Vegeu-ne altres significats a «Partit Comunista d'Espanya (internacional) (1969)». |

El Partit Comunista d'Espanya (internacional) (PCE(i)) va ser un partit polític espanyol d'ideologia maoista i que defensava la independència de Catalunya, les Illes Balears, el País Basc, Galícia i les Illes Canàries. Es va fundar el 1967 amb el nom de Partit Comunista d'Espanya (internacional), el 1970 el partit s'esciendeix en dos sectors, un d'ells adopta el nom de Partit Comunista d'Espanya (internacional) línia proletària (PCE(i)l-p) i l'altra manté la denominació PCE(i) fins al 1975, quan passa a anomenar-se Partit del Treball d'Espanya, i el PCE(i)l-p va recuperar el nom de PCE(i). La policia espanyola va assassinar un militant seu, Gustau Muñoz, durant una manifestació a Barcelona l'Onze de Setembre de 1978. El 1990 es va convertir en el Partit Comunista (internacionalista).

## Història

### Partit Comunista d'Espanya (internacional) línia proletària
El 1970 un sector del Partit Comunista d'Espanya (internacional) (PCE(i)) se'n va escindir per fundar el Partit Comunista d'Espanya (internacional) línia proletària (PCE(i)l-p). El PCE(i)l-p acusava la direcció del PCE(i) de l'assassinat de Juan Guerrero a Sant Fost de Campsentelles. El PCE(i)l-p estava dirigit per Manuel Valverde Valseca. El 1974 va començar a publicar Hoja Informativa.

### Partit Comunista d'Espanya (internacional)
El 1975 el PCE(i) va passar a anomenar-se Partit del Treball d'Espanya. Llavors, el PCE(i)l-p va recuperar el nom de Partit Comunista d'Espanya (internacional). Es va oposar a la reforma política espanyola i defensava la independència de Catalunya, el País Basc, Galícia i les Illes Canàries, on la seva militància va decidir integrar-se al Moviment per l'Autodeterminació i Independència de l'Arxipèlag Canari. Va publicar fins al 1982 Línia Proletaria i el seu suplement, Hoja Informativa.
Durant els primers anys de la transició promovia manifestacions violentes al centre de Barcelona i el suport a una acció insurreccional de masses per posar fi al franquisme. A una manifestació de l'Onze de Setembre de 1978 la policia espanyola va assassinar un militant del PCE(i), Gustau Muñoz, amb només 16 anys, en una emboscada policial al carrer de Ferran. Durant aquella època el secretari general Manuel Valverde Valseva era conegut com a Andrés, anteriorment havia estat conegut com a Miguel. El juny del 1979 membres del PCE(i) formen la Resistència Catalana d'Alliberament Nacional. Durant els anys 1980 va donar suport a diferents lluites internacionalistes. El 1990 es va convertir en el Partit Comunista (Internacional) i es va dissoldre l'any 1995.